# Drchlava
Drchlava (německy Dürchel) je malá vesnice a část obce Chlum v okrese Česká Lípa. Nachází se asi tři kilometry západně od Chlumu. Drchlava je také název katastrálního území o rozloze 3,77 km². V katastrálním území Drchlava leží i Hradiště. Ves byla postavena v členitém terénu na úbočí Mariánského vrchu.

## Historie
Původně zde byla ves Vřísek přejmenovaná na Hradiště, která je od roku 1850 k Drchlavě připojena. V ní pak byl v 14. století založen na ostrožně hrad Vřísek, který brzy zanikl. Jeho obranný příkop byl časem při stavbě stavení (Drchlava – Hradiště 8) odstraněn.
Z roku 1265 pochází záznam o držiteli Drchlavy jménem Načepluk, příbuzném pánů ze Rvenic a Dubé. V roce 1359 byl zmíněn Hrd z Drchlavy. Roku 1381 patřila ves Hynkovi Berkovi a ten do zdejšího kostela svatého Mikuláše dosadil roku 1388 kněze. V roce 1402 získal Drchlavu i nedaleký Chudý hrádek Jindřich mladší z Dubé, přezdívaný Vaněk.
V roce 1792 měla obec svou školu, která roku 1859 vyhořela. Hned v roce následujícím byla postavená nová.

## Obyvatelstvo
Při sčítání lidu v roce 1921 ve vsi žilo 179 obyvatel (z toho 84 mužů) německé národnosti, z nichž bylo 175 katolíků, tři evangelíci  a jeden člen nezjišťovaných církví. Podle sčítání lidu z roku 1930 měla vesnice 179 obyvatel německé národnosti. Kromě čtyř evangelíků a jednoho člověka bez vyznání se hlásili k římskokatolické církvi.

## Pamětihodnosti
- Kostel svatého Mikuláše byl poprvé zmíněn roku 1352, přestavěn roku 1585 a znovu v barokním slohu v letech 1717 a 1777. V roce 1854 byla zrušena dřevěná zvonice a náhradou byla postavena empírová věž.[8]
- Empírový náhrobek Václava Kohlera – zpodobnění lkající ženy – z roku 1816, na hřbitově[9]
- Empírové domy s výklenkovými reliéfy ve štítech – Nejsvětější Trojice (če. 32) a Zmrtvýchvstání Krista (čp. 4)
- Dům čp. 1 – roubený, s dvěma pavlačemi nad sebou v zadní části
- Krucifix před čp. 1 – kovový na kamenném soklu
- Drchlavská kaple – v lese na návrší asi ½ km severně od vsi, poblíž cesty do Pavlovic

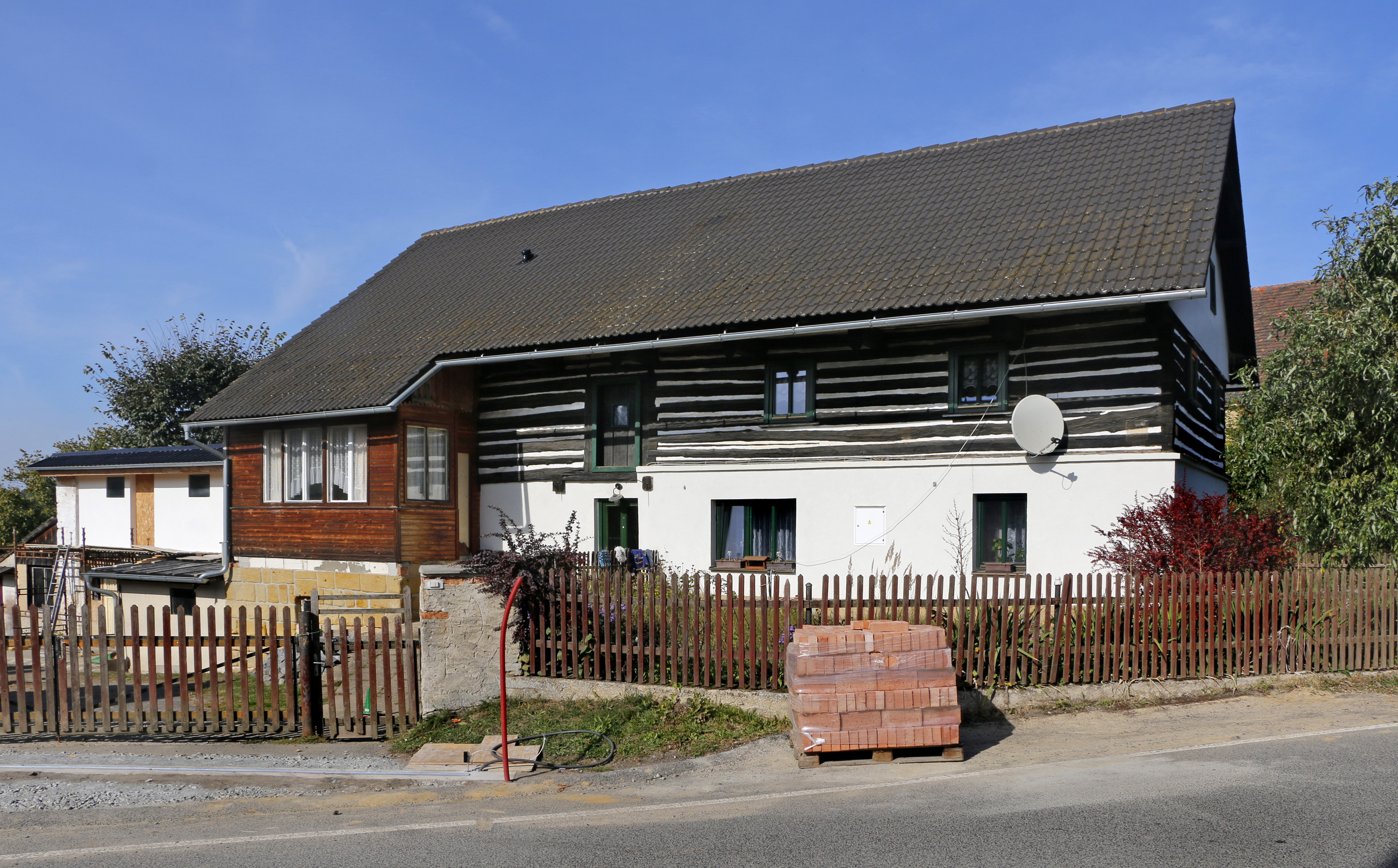
Dům čp. 1
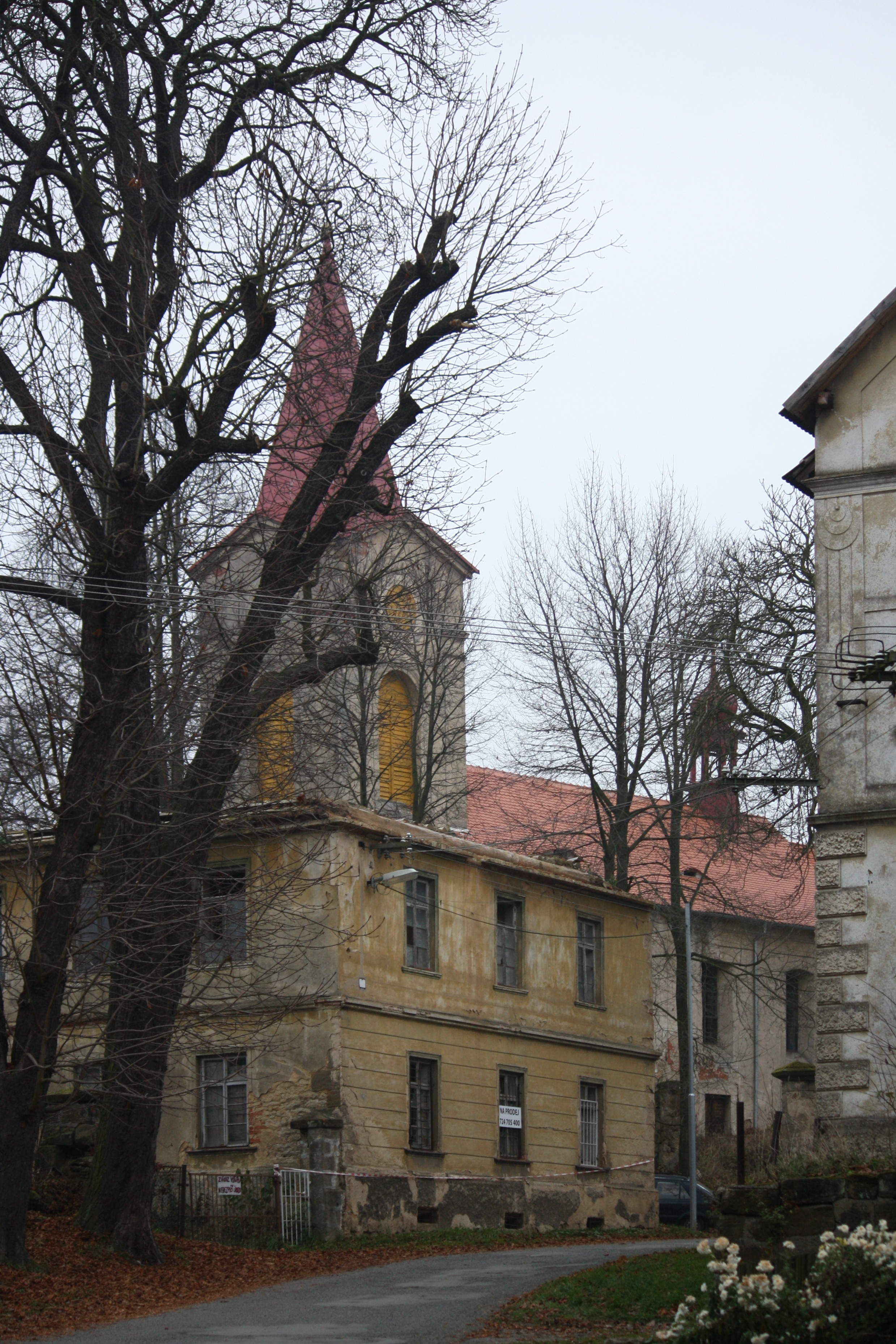
Kostel sv. Mikuláše
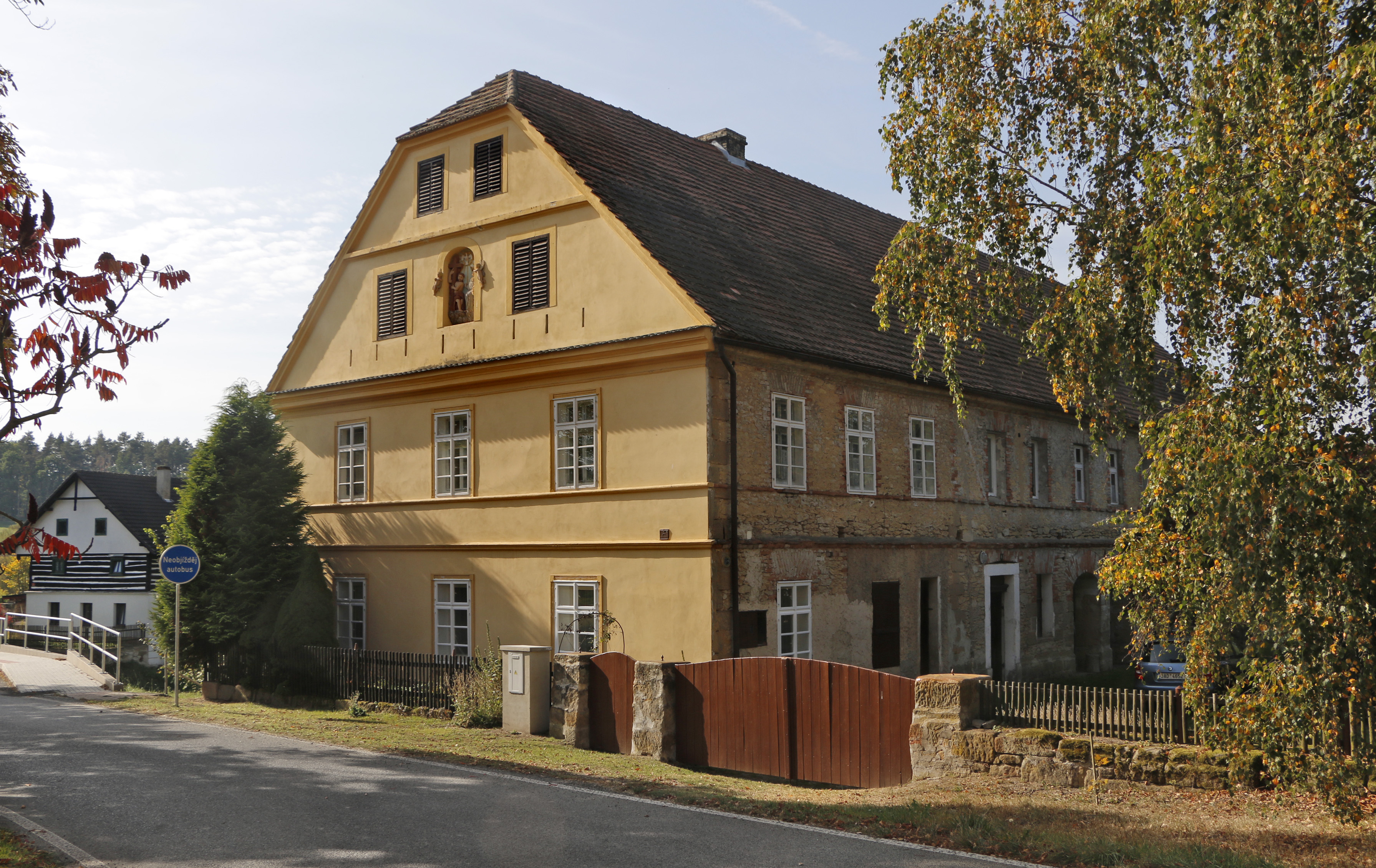
Bývalá hospoda
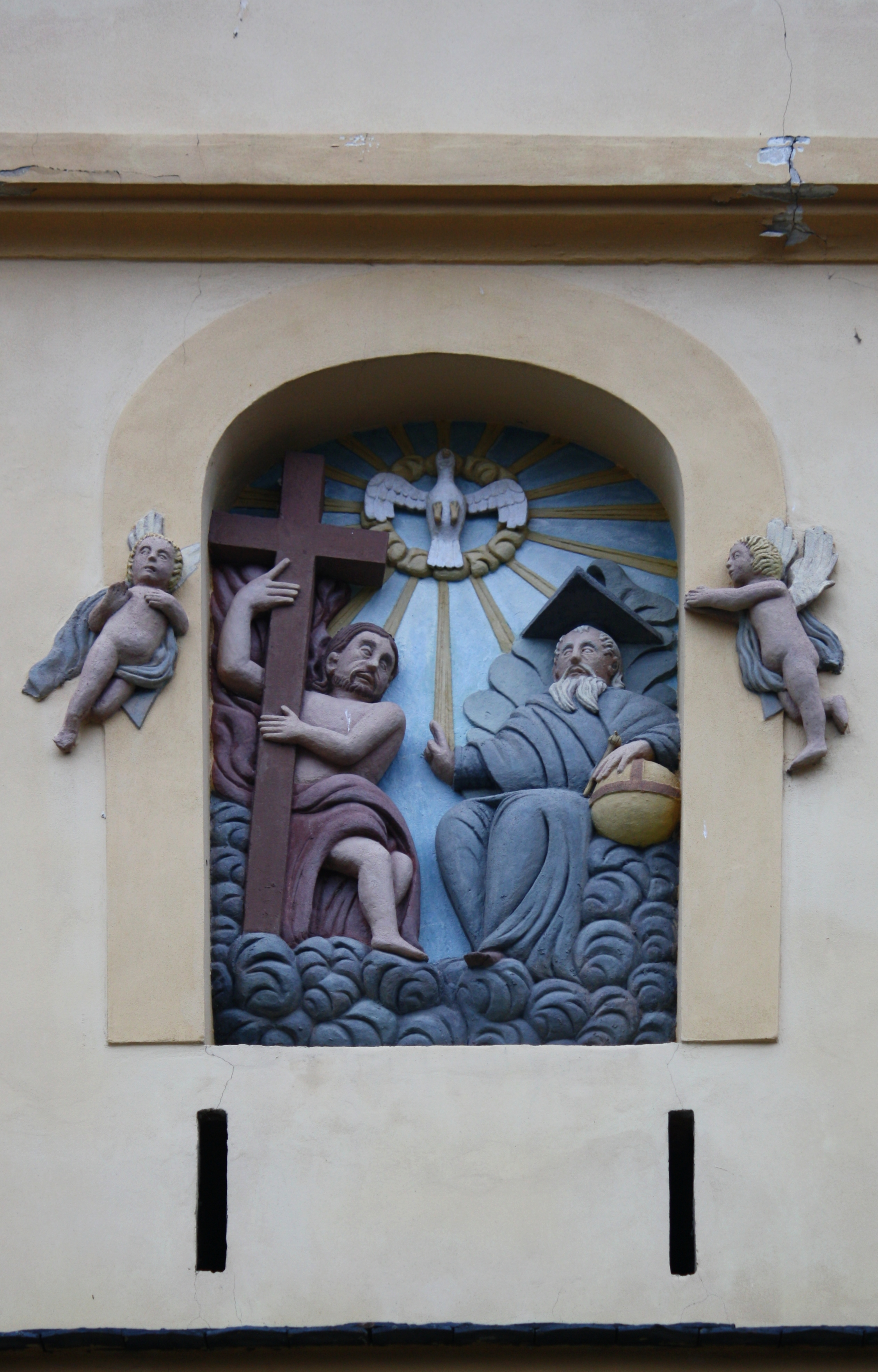
Reliéf Nejsvětější Trojice
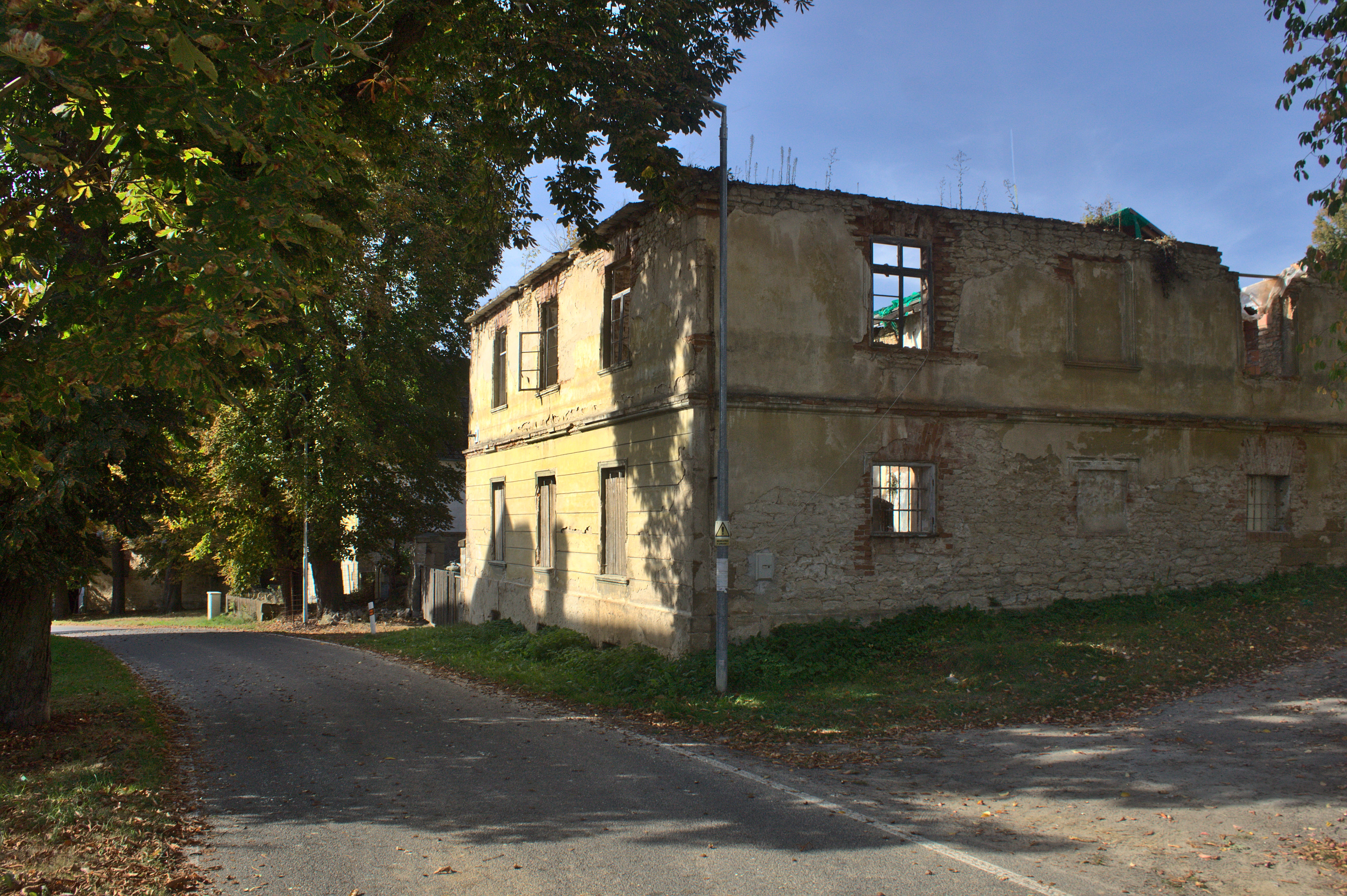
Bývalá fara